# David Lee Armstrong
David Lee Armstrong (* 9. Juni 1955 in Puyallup, Washington; † 8. Februar 2021) war ein US-amerikanischer Boxer.

## Werdegang
David Lee Armstrong ist in der Boxerwelt nur als Davey Armstrong bekannt. Er begann seine Boxerlaufbahn als Jugendlicher 1966 im Tacoma Boys Club, dem er während seiner ganzen Amateurlaufbahn die Treue hielt. Der 1,75 m große Athlet boxte in der Linksauslage (=Normalauslage).
Im Jahre 1972 machte er als 17-Jähriger erstmals auf sich aufmerksam, als er bei den „National Golden Gloves“ in Minneapolis teilnahm und im Fliegengewicht erst im Viertelfinale gegen Melvin Johnson unterlag. Bei den sich anschließenden AAU-Championships (US-Meisterschaften) startete er im Halbfliegengewicht und holte sich mit einem Sieg über Claudio Rivera gleich den USA-Meistertitel. Danach siegte er bei der US-amerikanischen Olympiaausscheidung (Trials) in Fort Worth im Halbfliegengewicht über Chris Flores, Claudio Rivera und Gary Griffin und sicherte sich damit die Fahrkarte zu den Olympischen Spielen 1972 in München. Im olympischen Boxturnier siegte er im Halbfliegengewicht über Arif Dorgu aus der Türkei nach Punkten (4:1), unterlag aber im Achtelfinale gegen Enrique Rodríguez, einen in Spanien naturalisierten Kubaner, nach Punkten (0:5) und kam damit auf den 9. Platz.
1973 belegte Davey Armstrong bei den AAU-Championships im Bantamgewicht nach einer Punktniederlage im Finale gegen Mike Hess den 2. Platz. 1974 siegte er in zwei internationalen Vergleichen gegen Graham Moughton aus England u. Kim Tai-ho aus Südkorea nach Punkten. Ansonsten trat er in den Jahren 1973 und 1974 nicht weiter in Erscheinung.
Im Jahre 1975 wurde er dann AAU-Champion im Federgewicht mit einem imponierenden Punktsieg über den starken Ronnie Shields und in der US-amerikanischen Ausscheidung für die Panamerikanischen Spiele gelang ihm im Federgewicht sogar ein Punktsieg über den amtierenden Weltmeister Howard Davis. Auch bei den Panamerikanischen Spielen in Mexiko-Stadt war er in hervorragender Form und sicherte sich mit vier Siegen den Titel. Im Finale schlug er dabei den Kubaner Genoveo Griman nach Punkten.
Auch im Jahre 1976 beherrschte Davey Armstrong die US-amerikanische Boxszene der Amateure im Federgewicht. Er siegte zunächst bei den „National Golden Gloves“ mit einem Abbruch-Sieg in der 2. Runde im Finale über David Toomer und dann siegte er sowohl bei den AAU-Championships als auch bei den Olympiatrials über Leonel Valencia nach Punkten. Bei den Olympischen Spielen 1976 besiegte er dann im Federgewichtsturnier mit Anatoli Wolkow aus der UdSSR (5:0) und Tibor Badari aus Ungarn (5:0) zwei starke europäische Boxer. Im Viertelfinale traf er auf den hohen Favoriten Ángel Herrera aus Kuba. In diesem vollkommen ausgeglichenen Gefecht entschieden sich zwei Punktrichter mit 59:58 Punkten für Armstrong und zwei Punktrichter mit 59:58 Punkten für Herrera. Der fünfte Punktrichter gab ein 59:59 mit einem Hilfspunkt zugunsten von Herrera, der damit mit 3:2 Richterstimmen Punktsieger wurde. Für Davey Armstrong blieb nur der 5. Platz. Er war von diesem Abschneiden so enttäuscht, dass er nach diesen Olympischen Spielen seine Boxhandschuhe an den Nagel hing. Er hatte bis dahin 150 Kämpfe bestritten, von denen er 19 verloren hatte.
1978 unternahm Davey Armstrong ein erfolgreiches Comeback, denn er siegte bei den „National Golden Gloves“ im Leichtgewicht im Finale über Melvin Paul, unterlag diesem aber bei den AAU-Championships nach Punkten. Für die Teilnahme an den Weltmeisterschaften 1978 wurde daraufhin Melvin Paul nominiert.
1979 siegte er dann wieder im Endkampf der AAU-Championships. Er schlug dabei Robert Hines nach Punkten. 1979 startete er auch in Länderkämpfen gegen beide deutsche Staaten. In Crystal Bay gewann er im Leichtgewicht über Richard Nowakowski, DDR, nach Punkten und in Concord unterlag er gegen Rene Weller aus der BRD nach Punkten. Beim US-amerikanischen Ausscheidungsturnier für die Panamerikanischen Spiele siegte er im Endkampf über Johnny Bumphus nach Punkten und vertrat die Vereinigten Staaten bei diesen Spielen in San Juan (Puerto Rico). In San Juan unterlag er im Viertelfinale gegen Adolfo Horta aus Kuba nach Punkten (0:5) und kam damit auf den 5. Platz. 1979 startete er auch noch beim Welt-Cup in New York. Er nahm dort mit einem Punktsieg erfolgreich Revanche an Rene Weller für die Niederlage beim Länderkampf, unterlag aber im Finale dieses Weltcups Wiktor Demjanenko aus der UdSSR nach Punkten.
1980 startete Davey Armstrong in einem Länderkampf gegen Kuba noch einmal gegen Ángel Herrera, unterlag diesem diesmal aber klar nach Punkten.

## Internationale Erfolge
| Jahr | Platz | Wettbewerb                                                  | Gewichtsklasse | |
| 1972 | 1.    | Western Hemisphere Invitational Tournament in Elyria (Ohio) | Fliegen        | mit einem KO-Sieg i. d. 1. Runde im Finale über Ian Clyde, Kanada                                                                                        |
| 1972 | 9.    | OS in München                                               | Halbfliegen    | mit einem Punktsieg über Arif Dorgu, Türkei (4:1) u. einer Punktniederlage gegen Enrique Rodriguez, Spanien (0:5)                                        |
| 1975 | 1.    | Nordamerikanische Meisterschaften in Miami                  | Feder          | mit einem Punktsieg im Finale über Jose Lizano, Costa Rica                                                                                               |
| 1975 | 1.    | Panamerikanische Spiele in Mexiko-Stadt                     | Feder          | mit einem Sieg im Finale über Genoveo Griman, Kuba |
| 1976 | 5.    | OS in Montreal                                              | Feder          | mit Punktsiegen über Anatoli Wolkow, UdSSR (5:0) u. Tibor Badari, Ungarn (5:0) u. einer Punktniederlage im Viertelfinale gegen Ángel Herrera, Kuba (2:3) |
| 1979 | 5.    | Panamerikanische Spiele in San Juan (Puerto Rico)           | Leicht         | nach einer Niederlage im Viertelfinale gegen Adolfo Horta, Kuba (0:5)                                                                                    |
| 1979 | 2.    | Welt-Cup in New York                                        | Leicht         | nach einem Punktsieg über Rene Weller, BRD u. einer Punktniederlage gegen Wiktor Demjanenko, UdSSR (0:5)                                                 |

## Nationale Erfolge
| Jahr | Platz | Wettbewerb                    | Gewichtsklasse |                                                                   |
| 1972 | 5.    | National Golden Gloves        | Fliegen        | nach einer Punktniederlage im Viertelfinale gegen Melvin Johnson  |
| 1972 | 1.    | AAU-Championships             | Halbfliegen    | nach einem Punktsieg im Finale über Claudio Rivera                |
| 1972 | 1.    | Olympiaausscheidung (Trials)  | Halbfliegen    | mit Siegen über Chris Flores, Claudio Rivera u. Gary Griffin      |
| 1973 | 2.    | AAU-Championships             | Bantam         | nach einer Punktniederlage im Finale gegen Mike Hess              |
| 1975 | 1.    | AAU-Championships             | Feder          | mit einem Punktsieg im Finale über Ronnie Shields                 |
| 1975 | 1.    | Panamerik. Games-Ausscheidung | Feder          | mit einem Punktsieg im Finale über Howard Davis                   |
| 1976 | 1.    | National Golden Gloves        | Feder          | mit einem Abbruch-Sieg i. d. 2. Runde im Finale über David Toomer |
| 1976 | 1.    | AAU-Championships             | Feder          | mit einem Punktsieg im Finale über Leonel Valencia                |
| 1976 | 1.    | Olympiatrials                 | Feder          | mit einem Punktsieg im Finale über Leonel Valencia                |
| 1978 | 1.    | National Golden Gloves        | Leicht         | mit einem Punktsieg im Finale über Melvin Paul                    |
| 1978 | 2.    | AAU-Championships             | Leicht         | nach einer Punktniederlage im Finale gegen Melvin Paul            |
| 1979 | 1.    | AAU-Championships             | Leicht         | mit einem Punktsieg im Finale über Robert Hines                   |
| 1979 | 1.    | Panamerik. Games-Trials       | Leicht         | mit einem Punktsieg im Finale über Johnny Bumphus                 |

## Länderkämpfe
| Jahr | Ort                        | Begegnung                      | Gewichtsklasse | Ergebnis                                               |
| 1974 | Stateline (Nevada)         | USA gegen British Commonwealth | Feder          | Punktsieger über Graham Moughton, England              |
| 1974 | Reno                       | Nordamerika gegen Asien        | Feder          | Punktsieger über Kim Tai-ho, Südkorea                  |
| 1976 | Moskau                     | UdSSR gegen USA                | Feder          | Abbruch-Niederlage i. d. 2. Runde gegen Anatoli Wolkow |
| 1976 | Taschkent                  | UdSSR gegen USA                | Feder          | Punktsieger über Renat Chadirutdinow                   |
| 1976 | Samarkand                  | UdSSR gegen USA                | Feder          | Punktsieger über Alisher Riskijew                      |
| 1978 | Stateline (Nevada)         | USA gegen Rumänien             | Leicht         | Punktniederlage gegen Ilie Dragomir                    |
| 1978 | Havanna                    | Kuba gegen USA                 | Leicht         | Punktsieger über Jose Aguilar                          |
| 1979 | Crystal Bay                | USA gegen DDR                  | Leicht         | Punktsieger über Richard Nowakowski                    |
| 1979 | Concord (Kalifornien)      | USA gegen BRD                  | Leicht         | Punktniederlage gegen Rene Weller                      |
| 1980 | Charlotte (North Carolina) | USA gegen Kuba                 | Leicht         | Punktniederlage gegen Ángel Herrera                    |

Anm.: AAU-Championships = USA-Meisterschaften, Halbfliegengewicht, bis 48 kg, Fliegengewicht, bis 52 kg, Bantamgewicht, bis 54 kg, Federgewicht, bis 57 kg u. Leichtgewicht, bis 60 kg Körpergewicht

## Profilaufbahn
Sein Debüt als Profiboxer gab Davey Armstrong am 28. März 1980 in Tacoma. Er siegte dabei über Gil Hernandez aus Puerto Rico nach Punkten. Im Laufe seiner Karriere bestritt er dann insgesamt 27 Kämpfe, von denen er 24 gewann. Es gelang ihm aber nicht, sich mit Siegen über namhafte Gegner in der Weltrangliste nach vorne zu boxen, um große Titelfights (Weltmeisterschaften) zu bekommen. Den einzigen Titel, den er in seiner Profilaufbahn gewann, war der des Nordamerikanischen Meisters im Leichtgewicht, den er am 9. Juni 1983 in Toronto mit einem Punktsieg nach 12 Runden über den Kanadier Nick Furlano errang. Schon in seinem nächsten Kampf verlor er am 22. Juli 1983 in San Jose (California) gegen Steve Romero, USA, nach Punkten und trat danach zurück.
Davey Armstrong wohnte 2009 mit seiner Familie in Puyallup und war bei der Stadtverwaltung von Seattle beschäftigt.
Am 8. Februar 2021 starb Armstrong im Alter von 64 Jahren an Demenz.

## Meisterschaftskämpfe als Profi
| Datum      | Ort               | Titel      | Gewichtsklasse | Ergebnis                                             |
| 28.03.1980 | Toronto (Ontario) | NABF-Titel | Leichtgewicht  | Punktsieger nach 12 Runden über Nick Furlano, Kanada |